# مارک لواندوفسکی
مارک لواندوفسکی (لهستانی: Marek Lewandowski؛ زادهٔ ۴ نوامبر ۱۹۴۶) بازیگر اهل لهستان است. وی بابت مشارکت‌های هنری-فرهنگی‌اش برندهٔ نشان سیمین گلوریا آرتیس شده‌است.
از فیلم‌ها یا مجموعه‌های تلویزیونی که وی در آن‌ها نقش داشته‌است، می‌توان به ژنرال نیل، نشانه‌گذاری‌شده، سال‌های شیرین، صفر-هفت، به‌گوشم، ماگدا ام.، کارآگاهان جنایی، در خوشی و سختی، طایفه، دوران افتخار، دهن‌به‌دهن، هتل ۵۲، در خیابان سپولنی، دوستان، قانون حقیقی، مأموریت افغانستان، رنگ‌های خوشبختی و ع چون عشق اشاره نمود.